# Integratie Gelderland Oost
Integratie Gelderland Oost (IGO) was een vervoersintegratieproject van NS en het toenmalige streekvervoerbedrijf Gelderse Streekvervoer Maatschappij (GSM) dat in 1991 van start ging. Doel van het project was verbetering van vervoerskwaliteit en financiële doelmatigheid in het vervoergebied rondom de spoorlijnen Zutphen - Winterswijk en Arnhem - Doetinchem - Winterswijk. Het project kwam tot stand met behulp van een subsidie van het ministerie van Verkeer en Waterstaat van 1,5 miljoen gulden. Het kan gezien worden als een vervolg op een tweetal eerdere projecten, te weten INTEGRO in Noord-Groningen en het landelijke project SAMOVE.
De essentie van het IGO-project was een integrale benadering van het trein- en busvervoer. Dit gold zowel voor het ontwerp van netwerk en dienstregeling, reisinformatie, het gebruikte tarief en de dienstuitvoering. Dit laatste betekent concreet dat in geval van kleine vertragingen trein en bus een bepaalde tijd op elkaar wachten. Daarnaast werden diverse voorzieningen verbeterd, zoals verhoogde perrons, Park&Ride-plaatsen, fietsenstallingen en informatieborden. De plaatsing van een extra sein in Vorden maakte het mogelijk om tussen de stations Vorden en Zutphen een halfuursdienst te rijden.
Het IGO-project werd een succes: in het eerste halfjaar steeg het aantal treinreizigers met 30% en het aantal busreizigers met 23%, terwijl bij de start van het project in juni 1991 nog rekening was gehouden met een vervoersgroei van 5%. Verder bleek uit onderzoek dat 18% van de nieuwe treinreizigers op het traject Zutphen-Winterswijk daarvoor met de auto ging.

## IGO-Plus
Vanwege het succes van IGO werd al snel gekeken naar verdergaande verbeteringen. Dat werd het project IGO-plus. Vanwege de decentralisatie van het verkeers- en vervoersbeleid ging de provincie Gelderland ook deelnemen aan het project. Onderdeel hiervan was dat de komst van nieuw treinmaterieel en een verdubbeling van de bedieningsfrequentie op de treintrajecten Doetinchem-Winterswijk en Zutphen-Winterswijk. Oorspronkelijk had dit in juni 1998 van start moeten gaan, maar uiteindelijk begon de verbeterde dienstregeling op Zutphen-Winterswijk pas in juni 2001, tien jaar na de start van IGO. De oorzaken hiervan lagen met name in de langdurige discussie over organisatie en verantwoordelijkheden als gevolg van de invoering van marktwerking en decentralisatie. In verband hiermee is het vervoer inmiddels overgenomen door het nieuwe regionale vervoerbedrijf Syntus. Ook over de technische uitvoering van de verbeterde infrastructuur (partiële spoorverdubbeling of versnelling) en de benodigde financiering is zeer lang gediscussieerd.

## Problemen infrastructuur
De resultaten van IGO-plus en daaropvolgende verbeteringen zijn eveneens positief, maar het spoorvervoer heeft al vanaf de eerste dag van IGO-plus ernstig te lijden onder de gevolgen van structurele problemen met de railinfrastructuur. Hierover zijn in juli 2001 Kamervragen gesteld door CDA-Kamerlid Gerd Leers, maar in de beantwoording werden de problemen afgedaan als incidenten en kinderziektes. Het heeft tot augustus 2004 moeten duren voordat er afspraken werden gemaakt om de problemen aan te pakken. Omdat er vervolgens weer geen vorderingen werden geboekt en de situatie steeds nijpender werd, volgden er steeds opnieuw Kamervragen. Pas in mei 2010 zijn de belangrijkste maatregelen gerealiseerd, maar die leidden in de eerste weken juist tot meer problemen dan ooit tevoren. De Provincie Gelderland heeft daaropvolgend gemeld dat het overweegt om de schade op ProRail te gaan verhalen.

## Nieuwe vervoersintegratieprojecten
Voortbouwend op het succes van het IGO-project is er voor de treindienst Arnhem-Tiel een vergelijkbaar plan ontwikkeld genaamd IBO: Integratie Betuwe Oost.
Na een openbare aanbesteding van de treindienst Zutphen - Hengelo - Oldenzaal, die gewonnen werd door Syntus, is het busvervoer in het gebied tussen Zutphen en Hengelo geherstructureerd volgens het beproefde IGO-recept. De nieuwe dienstregeling ging in 2003 van start en de resultaten waren positief.